# Месопотамски петнист елен
Месопотамският петнист елен (Dama mesopotamica) е вид бозайник от семейство Еленови (Cervidae). Видът е застрашен от изчезване.

## Разпространение и местообитание
Разпространен е в Иран. Реинтродуциран е в Израел.
Регионално е изчезнал в Йордания, Ирак, Ливан, Палестина, Сирия и Турция.
Обитава гористи местности, влажни места, национални паркове и езера.

## Описание
Продължителността им на живот е около 20,2 години. Популацията на вида е нарастваща.